# Aakkola
Aakkola är en liten by i Orivesi kommun i landskapet Birkaland i Finland. Byn ligger strax öster om sjön Aakkojärvi och har 40 invånare.